# Сократическая ирония

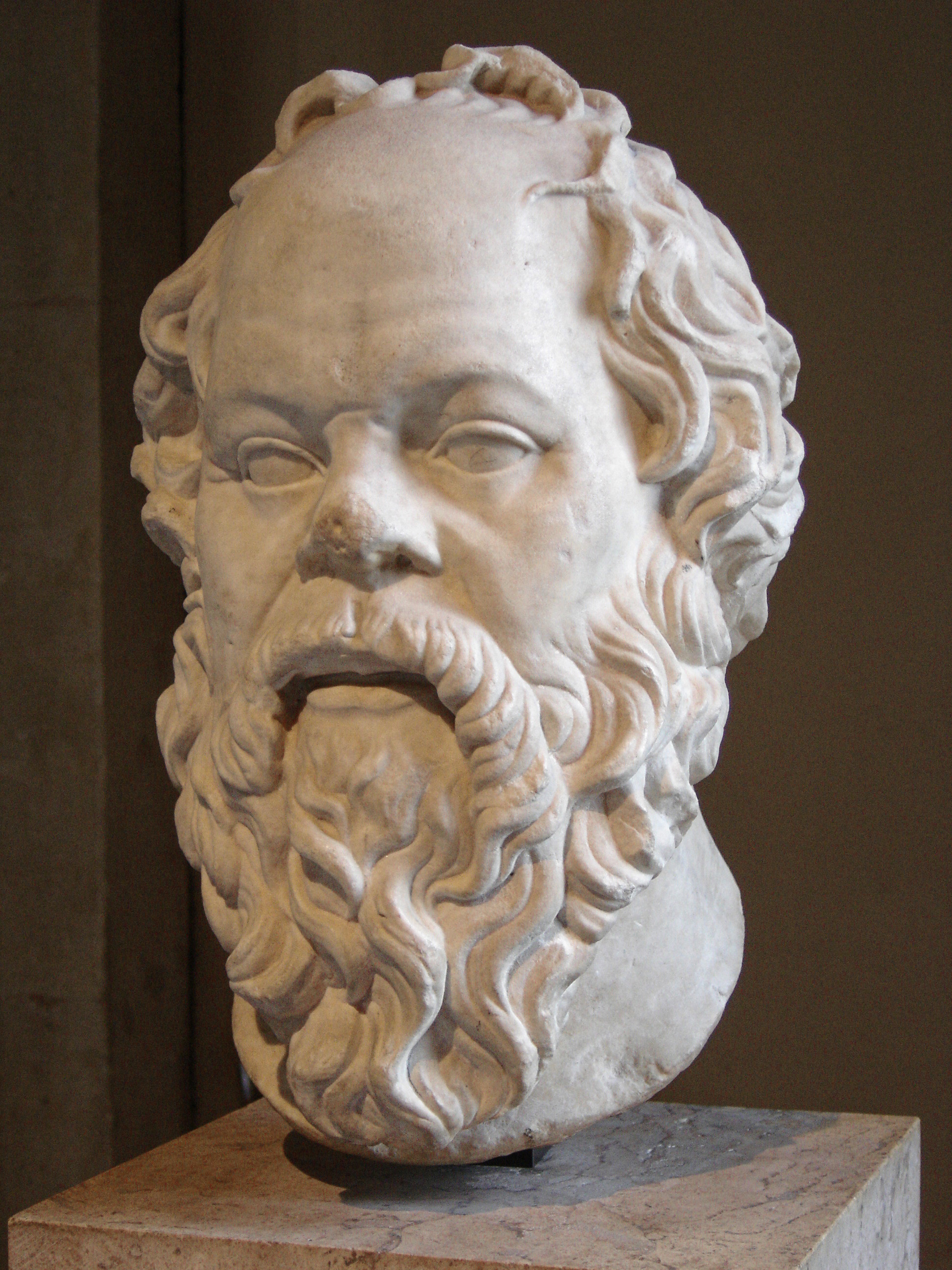
Римская копия бюста Сократа авторства Лисиппа. Лувр

Сократическая ирония — метод ведения диалога. Предполагает мнимые незнание и согласие с собеседником в начале беседы. Последующие уточняющие вопросы показывают ложность убеждений и невежество оппонента. Изначально в Древней Греции термин «εἰρωνεία» обозначал «самоумаление» и «притворство». Использование Сократом данного метода ведения диалога было обусловлено особенностями времени. Использование иронии позволяло философу не только оппонировать софистам, но и опровергать их доводы. По утверждению Сёрена Кьеркегора, «ирония вошла в мир вместе с Сократом». В качестве метода философской дискуссии, сократическая ирония потеряла своё значение в период поздней античности.

## Роль иронии в методе Сократа
Ты, Гиппий, приводишь прекрасное и важное доказательство мудрости и своей собственной, и вообще нынешних людей, — насколько же они отличаются ею от древних! Велико было, по твоим словам, невежество людей, живших прежде. С Анаксагором произошло, говорят, обратное тому, что случается с вами: ему достались по наследству большие деньги, а он по беззаботности всё потерял — вот каким неразумным мудрецом он был! Да и об остальных живших в старину
рассказывали подобные же вещи. Итак, мне кажется, ты приводишь прекрасное доказательство мудрости нынешних людей по сравнению с прежними. Многие согласны в том, что мудрец должен быть прежде всего мудрым для себя самого. Определяется же это так: мудр тот, кто заработал больше денег. Но об этом достаточно. Скажи мне вот что: ...
Изначально в Древней Греции слово «εἰρωνεία» обозначало «самоумаление», «самоуничижение», «прибеднение», «притворство». Этот термин был антонимом хвастовству. «Ирониками» называли граждан, которые стремились занизить размеры своего состояния, чтобы уменьшить сумму налогов.
Для Сократа «ирония» представляла приём диалога, когда изначально он мнимо соглашался с одним из участников беседы, а затем через ряд диалектических приёмов показывал ложность мнения оппонента. В результате тот оказывался в комичном и несколько униженном положении. Ирония, наряду с майевтикой и индукцией, стала одной из трёх неотъемлемых составляющих диалектического метода Сократа. Ирония Сократа представляла собой не только метод ведения дискуссии, но и являлась насмешкой над самоуверенностью оппонента, что могло вызывать раздражение собеседника. Философский смысл сократической иронии состоял в исключении догм, осознании главного тезиса сократовской мудрости: «Я знаю, что ничего не знаю». Эта ирония побуждает человека к самопознанию, способствует его самосовершенствованию. Именно ирония как способ устранения самонадеянности стала основой развития сократической философии. Она способствовала устранению первоначальных мнений, появлению сомнений, тем самым расчищая дорогу для философского поиска истины, дальнейшего просвещения.
Возникновение сократической иронии было обусловлено требованиями времени. Сократ, согласно трудам младших современников Платона и Ксенофонта, философствовал среди хорошо знакомых с софистикой людей. Для них основным было не познание истины, а победа в конкретном споре. С такими собеседниками спорить было сложно. Ему нельзя напрямую указать на неверность его мнения, так как он увильнёт с применением одной из многих описанных софистами тактик. Ирония Сократа была эффективным методом противодействия софистам. Одновременно софистика, несмотря на свою парадоксальность, была лишена юмора. Доказательства невероятного приводили с полной серьёзностью. Скрытый в иронии Сократа юмор резко контрастировал этому философскому направлению.
Ксенофонт в «Воспоминаниях» приводит возмущение собеседника Сократа философа Гиппия, которое показывает эффективность метода сократовской иронии. Сократ спросил у Гиппия: «твоё открытие — великое счастье для людей: … я, конечно, не отстану от тебя, пока не услышу твоего рассказа об открытии такого великого счастья». В ответ Гиппий, чтобы не попасть в комичное положение, уходит от ответа: «ты этого не услышишь, … довольно с тебя и того, что ты над другими насмехаешься, — предлагаешь всем вопросы и опровергаешь их, а сам никому не хочешь дать отчёта и ни о чём не хочешь высказать своего мнения».
Сократическая ирония хоть и задевает собеседника, оставляет ему возможность продолжить совместный поиск ответа на поставленные вопросы.

## Влияние и оценки
Цицерон так охарактеризовал сократическую иронию: «Есть также особое утончённое притворство, когда говорится иное, чем думаешь; … когда с полной серьёзностью дурачишь всей своей речью, думая одно, а произнося иное. … тоньше всех и изящнее всех в этой иронии или притворстве был Сократ».
Сократическая ирония у киников перешла в скандал и эпатаж. Особенностью их учения было неприятие норм поведения. Если Сократ высмеивал ложное и всевдосерьёзное мягко, то его последователи киники поступали грубо, эпатировали и оскорбляли. Пренебрежение к внешнему виду и мнению толпы стали «визитной карточкой» представителей кинической школы. Классическим примером пренебрежения к обществу стала дневная прогулка Диогена по улицам с фонарём. На вопрос: «Что он делает?», философ отвечал — «Ищу человека».
В 1841 году Сёрен Кьеркегор написал, что «ирония вошла в мир вместе с Сократом». Однако, в качестве метода философской дискуссии, сократическая ирония потеряла своё значение в период поздней античности. Христианская философия предполагала, что лукавство и обман вредят прежде всего тому, кто их высказывает. В научном дискурсе ирония теряет смысл, так как предполагает диалог между заинтересованными в познании истины людей, которые используют принятые в науке методы. Сократическая ирония «оживала» в периоды «философского межсезонья» — Ренессанса и романтизма.
Антиковед А. Ф. Лосев видел в сократической иронии одну из форм лжи и двуличия. Намеренное использование лжи в качестве метода познания, даже для достижения благой цели, неприемлемо. По мнению учёного, Сократ в своей иронии усовершенствовал ложь, придал ей принципиально новую лексическую форму.